# 1182
1182 (MCLXXXII) je bilo navadno leto, ki se je po julijanskem koledarju začelo na petek.

## Dogodki

### Bizantinsko cesarstvo
- V dogajanje (← 1181) na konstantinoplskem cesarskem dvoru poseže Andronik Komnen, ki je pri umrlem cesarju Manuelu zapadel v nemilost.
- april - Andronik se vrne iz izgnanstva, da bi zasedel prestol. Ker je v mestu vladalo brezvladje, saj regentka Marija Antiohijska ni imela vpliva nad meščani, mu vstop dovolita admiral bizantinske mornarice Andronik Kontostefan in general Andronik Angel.
- 2. maj - Pokol Latinov v Konstantinoplu. Proslave ob prevzemu Andronikove oblasti se sprevržejo v zrežiran pokol več deset tisoč večinoma Genovčanov in Pisancev, ker je bila večina Benečanov izgnana že leta ←1171. Maloštevilne preživele prodajo Turkom za sužnje. Nekaj jih predvidi dogodke in pobegnejo še pred pokolom.
  - Pokol Latinov nepopravljivo poslabša odnos Zahoda do Bizantinskega cesarstva in predstavlja neposreden povod za povračilno dejanje osvojitve Konstantinopla in ustanovitve Latinskega cesarstva leta 1204 ↔
- 16. maj - Kronanje Alekseja II. Komnena za cesarja Romanov, de facto Andronikove marionete.
- maj - Nasilju novega tiranskega cesarja se upre general Ivan Komnen Vazances, ki smrtno bolan izbojuje zmago nad Andronikovimi vojaki, toda že nekaj dni kasneje umre in njegova vojska razpade.
- S pokolom Latinov si Andronik utrdi oblast in se okliče za socesarja mladoletnemu Alekseju II. Komnenu in ukaže v tem letu (ali naslednjem) umoriti vse podpornike mladega dednega cesarja: regentinjo in njegovo mater Marijo Antiohijsko (27. avgust), polsestro Marijo Komneno in njenega soproga Renierja Montferraškega. Pod mečem isto končata  Andronik Kontostefan in general Andronik Angel, ki sta novemu cesarju omogočila vzpon. 1183 ↔
- Ikonijski Seldžuki osvojijo mesto Kotyaion.

### Ostalo po Evropi
- 3. februar - Firence zavzamejo sosednje mesto Empoli.
- 12. maj - Umrlega danskega kralja Valdemarja I., ki je Dansko ponovno postavil na noge, nasledi najstarejši sin Knut VI.. Že na začetku krvavo zatre upor tlačanov, ki ne marajo več plačevati desetine nadškofu Absalonu.
- julij: francoski kralj Filip II. potem, ko je na sebe prepisal vse terjatve iz posojil, ki jih imajo judje do kristjanov, iz Pariza izžene vse jude in jim zapleni vso premoženje. Sredstva mu zagotavljajo vzdrževanje manjše vojske v vojni proti flandrijskemu grofu Filipu I.
- Lyonski nadškof Ivan Canterburyjski prepove Petru Valdezu in njegovim privržencem pridiganje v mestu.
- Poljska: v mestu Łęczyca se sestane prvi Sejm, poljski deželni zbor.
- Henrik Mladi kralj se naveliča turnirjev in ponovno zahteva od očeta svojo dediščino, tj. najmanj Normandijo. Kraj Henrik II. ga zavrne. Henrik ml. si poskuša pomagati z akvitanskimi baroni, ki so nezadovoljni z vladavino tretjega brata, Riharda. 1183 ↔
- Rimsko-nemški cesar Friderik I. Barbarossa izžene razlaščenega vojvodo Henrika Leva, ki se zateče k tastu Henriku II. v Normandijo.
- Papež Lucij III., namesto da bi se uklonil z evropskega vidika razmeroma nepomembnemu rimskemu plemstvu, izbere izgnanstvo.
- Prva omemba mesta Jena.
- Muslimanski učenjak Ibn Rušd postane zdravnik na almohadskem dvoru v Seviliji.

### Bližnji vzhod
- Rejnald Chatillionski opleni (pobije?) muslimansko trgovsko karavano in s tem prekrši mirovni sporazum med jeruzalemskim kraljem Baldvinom IV. in egiptovsko-sirskim vladarjem Saladinom.
- 11. maj - Saladin z vojsko zapusti Kairo in se nikoli več ne vrne v Egipt. Na poti v Damask poustoši po križarskem zaledju.
- Istega leta Rejnald v Akabskem zalivu sestavi sedem ladij, s katerimi potem ropa muslimanska pristanišča, trgovske in romarske karavane vzdolž Rdečega morja.
- → Saladinov brat Al-Adil počisti z Rejnaldovimi pirati v bližini Medine, medtem ko uspe Rejnaldu samemu pobegniti nazaj v Kerak.
- junij - Saladin najprej stabilizira razmere v Damasku.
- julij - Bitka pri gradu Belvoir - Med pustošenjem po križarskem ozemlju se srečata Saladinova in jeruzalemska vojska, vendar se ob nekaj praskah izogneta neposrednemu spopadu.
- avgust - Po neuspešnem ubleganju križarskega Bejruta se začne Saladin ponovno vojskovati z muslimanskimi sosedi in se pripravljati na zasedbo zengidskega Mosula. V Mezopotamiji si podredi celo vrsto mest.
- 10. november - Saladin brez uspeha obleg Mosula, saj na diplomatski ravni intervenira nominalni suveren abasidski kalif An-Nasir.
- 30. december - Namesto Mosula se spravi na Sindžar, ki ga zavzame. Saladinova vojska, v kateri popusti disciplina,  pobije večino prebivalstva.
  - Istočasno pustoši okolico Damaska jeruzalemska vojska, ki jo vodi Rajmond III. Tripolitanski.
- Jeruzalemski kralj Baldvin IV.  ob napredujoči bolezni (gobavosti) podeli polna regentska pooblastila svaku Gvidu Lusignanskemu.

## Rojstva
- 11. september - Minamoto Joriie, japonski šogun († 1204)

Neznan datum
- Aleksej IV. Angel, bizantinski cesar († 1204)
- Aleksej I. Megas Komnen, trapezuntski cesar († 1222)
- Džoči, kan Zlate horde († 1227)
- Giovanni da Pian del Carpine, italijanski popotnik, misijonar, diplomat († 1252)
- Hakon III., norveški kralj († 1204)
- Verdijana, italijanska puščavnica, svetnica († 1242)

## Smrti
- 13. januar - Neža Babenberška, koroška vojvodinja, ogrska kraljica (* 1151)
- 1. april - Ulrik II., oglejski patriarh
- 12. maj - Valdemar I., danski kralj (* 1131)
- 16. maj - Ivan Komnen Vazances, bizantinski general (* 1132)
- 25. julij - Marija I. Boulognjska, grofica Boulogneja (* 1136)
- 27. avgust - Marija Antiohijska, bizantinska cesarica, regentinja (* 1145)

Neznan datum
- Andronik Angel, bizantinski general
- Andronik Kontostefan, admiral bizantinske mornarice
- Kiril Turovski, ruski teolog, svetnik (* 1130)
- Marija Komnena, hčerka bizantinskega cesarja Manuela I. Komnena (* 1152)
- Rainer Montferraški, bizantinski politik, zet cesarja Manuela I. Komena (* 1162)